# Associazione Sportiva Melfi 2015-2016
Questa voce raccoglie le informazioni riguardanti il Melfi nelle competizioni ufficiali della stagione 2015-2016.

## Divise e sponsor
Il fornitore ufficiale di materiale tecnico per la stagione 2015-2016 è Legea mentre gli sponsor di maglia sono Five Italia Group e Cementi Costantinopoli.
| 1ª divisa | 2ª divisa | 3ª divisa |

## Organigramma societario
La disposizione delle sezioni e la presenza o meno di determinati ruoli può essere variata in base a spazi occupati e dati in possesso.
Area direttiva
- Presidente: Giuseppe Maglione
- Vice presidente: Francesco Maglione, Gerardo Cignarale
- Direttore generale: Pierpaolo Castaldi

Area organizzativa
- Segretaria amministrativa: Antonella Angela Caputo
- Segretario: Paolo Moles
- Magazzinieri: Antonio Russo, Antonio Sterpellone

Area comunicazione
- Responsabile: Emilio Fidanzio
- Responsabile SLO: Sergio Mussini

Area marketing
- Ufficio marketing: Domenico Sigorelli

Area tecnica
- Direttore sportivo: Riccardo Di Bari
- Dirigente accompagnatore: Enzo Rosa
- Allenatore: Giuseppe Palumbo, da novembre Guido Ugolotti
- Allenatore in secionda: fino a novembre Gennaro Delvecchio
- Preparatore atletico: Nicola Albarella
- Preparatore dei portieri: Carmine Amato

Area sanitaria
- Responsabile: Lorenzo Pucillo
- Medici sociali: Alessandro Cerino
- Fisioterapisti: Ciro Moretti, Carlo Valvano

## Rosa
| N. |                    | Ruolo | Calciatore             |
| -- | ------------------ | ----- | ---------------------- |
|    | Italia (bandiera)  | P     | Antonio Santurro       |
|    | Italia (bandiera)  | P     | Federico Gagliardini   |
|    | Italia (bandiera)  | P     | Luca Zanotti           |
|    | Italia (bandiera)  | D     | Ciro Amelio            |
|    | Italia (bandiera)  | D     | Federico Annoni        |
|    | Italia (bandiera)  | D     | Stefano Cason          |
|    | Italia (bandiera)  | D     | Danilo Onofrio Colella |
|    | Italia (bandiera)  | D     | Francesco Di Nunzio    |
|    | Francia (bandiera) | D     | Maxime Giron           |
|    | Italia (bandiera)  | D     | Giuseppe Nicolao       |
|    | Italia (bandiera)  | D     | Simone Petricciuolo    |
|    | Italia (bandiera)  | D     | Andrea Petta           |
|    | Italia (bandiera)  | D     | Stefano Pino           |
|    | Italia (bandiera)  | D     | Vincenzo Scognamiglio  |
|    | Italia (bandiera)  | D     | Luigi Silvestri        |
|    | Italia (bandiera)  | C     | Andrea Demontis        |
|    | Brasile (bandiera) | C     | Lucas Finazzi          |

| N. |                          | Ruolo | Calciatore           |
| -- | ------------------------ | ----- | -------------------- |
|    | Italia (bandiera)        | C     | Dario Giacomarro     |
|    | Argentina (bandiera)     | C     | Alessio Innocenti    |
|    | Italia (bandiera)        | C     | Giuseppe Maimone     |
|    | Italia (bandiera)        | C     | Alessandro Masia     |
|    | Italia (bandiera)        | C     | Mario Prezioso       |
|    | Italia (bandiera)        | C     | Nicolas Zane         |
|    | Italia (bandiera)        | A     | Marco Bosco Zemelo   |
|    | Italia (bandiera)        | A     | Luigi Canotto        |
|    | Panama (bandiera)        | A     | Eric Herrera         |
|    | Italia (bandiera)        | A     | Cristiano Ingretolli |
|    | Argentina (bandiera)     | A     | Facundo Lescano      |
|    | Liechtenstein (bandiera) | A     | Lorenzo Longo        |
|    | Italia (bandiera)        | A     | Giovanni Lorusso     |
|    | Italia (bandiera)        | A     | Simone Masini        |
|    | Belgio (bandiera)        | A     | Mohamed Soumaré      |
|    | Italia (bandiera)        | A     | Emiliano Tortolano   |
|    | Italia (bandiera)        | A     | Luca Veratti         |

## Calciomercato

### Sessione estiva(dall'1/7 al 31/8)
| Acquisti | Acquisti              | Acquisti          | Acquisti   |
| R.       | Nome                  | da                | Modalità   |
| -------- | --------------------- | ----------------- | ---------- |
| P        | Antonio Santurro      | Savoia            | svincolato |
| P        | Luca Zanotti          | Atalanta          | prestito   |
| D        | Ciro Amelio           | Ischia Isolaverde | svincolato |
| D        | Stefano Cason         | Atalanta          | prestito   |
| D        | Francesco Di Nunzio   |                   | svincolato |
| D        | Giuseppe Nicolao      | Napoli            | prestito   |
| D        | Stefano Pino          | Lecce             | definitivo |
| D        | Vincenzo Scognamiglio | Agropoli          | definitivo |
| C        | Andrea Demontis       | Cagliari          | prestito   |
| C        | Eric Herrera          | Lecce             | prestito   |
| C        | Alessio Innocenti     | Milan             | definitivo |
| C        | Giuseppe Maimone      | Reggina           | svincolato |
| C        | Alessandro Masia      | Cagliari          | prestito   |
| C        | Giuseppe Prezioso     | Napoli            | prestito   |
| A        | Luigi Canotto         | Agropoli          | definitivo |
| A        | Facundo Lescano       | Torino            | prestito   |
| A        | Lorenzo Longo         | Bari              | prestito   |
| A        | Giovanni Lorusso      | Brindisi          | definitivo |
| A        | Luca Veratti          | Bologna           | svincolato |

| Cessioni | Cessioni            | Cessioni        | Cessioni      |
| R.       | Nome                | a               | Modalità      |
| -------- | ------------------- | --------------- | ------------- |
| P        | Pietro Perina       | Cosenza         | svincolato    |
| D        | Kastriot Dermaku    | Empoli          | svincolato    |
| D        | Nicolas Di Filippo  | Virtus Lanciano | fine prestito |
| D        | Dennis Di Mercurio  | L'Aquila        | fine prestito |
| D        | Paride Pinna        | Cosenza         | svincolato    |
| C        | Francesco Agnello   | Catanzaro       | definitivo    |
| C        | Lorenzo Costanzo    | Gavorrano       | definitivo    |
| C        | Salvatore Gallo     |                 | svincolato    |
| C        | Giuseppe Fella      | Bassano Virtus  | svincolato    |
| C        | Marco Guerriera     | Cosenza         | svincolato    |
| C        | Lorenzo Libutti     | Grosseto        | prestito      |
| C        | Umberto Nappello    | Grosseto        | svincolato    |
| C        | Mattia Spezzani     | Verona          | fine prestito |
| C        | Edoardo Tundo       | Lecce           | fine prestito |
| A        | Salvatore Caturano  | Bari            | fine prestito |
| A        | Emanuele Cicerelli  | Barletta        | fine prestito |
| A        | Nicola Falomi       |                 | svincolato    |
| A        | Giovanni Lorusso    | Bisceglie       | svincolato    |
| A        | Alessandro Luparini | Parma           | fine prestito |
| A        | Loris Tortori       | Feralpisalò     | svincolato    |

### Operazioni tra le due sessioni
| Acquisti | Acquisti           | Acquisti | Acquisti   |
| R.       | Nome               | da       | Modalità   |
| -------- | ------------------ | -------- | ---------- |
| C        | Lucas Finazzi      |          | svincolato |
| A        | Simone Masini      |          | svincolato |
| A        | Emiliano Tortolano | Catania  | prestito   |

| Cessioni | Cessioni         | Cessioni       | Cessioni   |
| R.       | Nome             | a              | Modalità   |
| -------- | ---------------- | -------------- | ---------- |
| D        | Stefano Pino     | Sambenedettese | svincolato |
| A        | Giovanni Lorusso | Bisceglie      | svincolato |

### Sessione invernale(dal 04/01 all'1/02)
| Acquisti | Acquisti             | Acquisti             | Acquisti   |
| R.       | Nome                 | da                   | Modalità   |
| -------- | -------------------- | -------------------- | ---------- |
| D        | Maxime Giron         | Avellino             | prestito   |
| D        | Simone Petricciuolo  | Avellino             | prestito   |
| D        | Andrea Petta         | Lupa Castelli Romani | definitivo |
| D        | Luigi Silvestri      | Siena                | definitivo |
| C        | Nicolas Zane         | Delta Rovigo         | definitivo |
| A        | Marco Bosco Zemelo   | Perugia              | definitivo |
| A        | Cristiano Ingretolli | Pescara              | prestito   |
| A        | Mohamed Soumaré      | Avellino             | prestito   |

| Cessioni | Cessioni            | Cessioni   | Cessioni      |
| R.       | Nome                | a          | Modalità      |
| -------- | ------------------- | ---------- | ------------- |
| P        | Luca Zanotti        | Atalanta   | fine prestito |
| D        | Francesco Di Nunzio | Cosenza    | definitivo    |
| C        | Alessandro Masia    | Cagliari   | fine prestito |
| C        | Francesco Prezioso  | Napoli     | fine prestito |
| A        | Facundo Lescano     | Torino     | fine prestito |
| A        | Luca Veratti        | Poggibonsi | definitivo    |

## Risultati

### Campionato

#### Girone di andata
| Arbitro: | Dionisi (L'Aquila) |

|                |           |  |
| Cason 60’, 81’ | Marcatori |  |

| Arbitro: | Balice (Termoli) |

|                |           |  |
| Capodaglio 28’ | Marcatori |  |

| Arbitro: | De Remigis (Teramo) |

|                |           |           |
| Giacomarro 39’ | Marcatori | 76’ Petta |

| Arbitro: | Mei (Pesaro) |

|              |           |  |
| Iemmello 37’ | Marcatori |  |

| Arbitro: | Fourneau (Roma 1) |

|                                                        |           |  |
| Herrera 25’ (rig.) Giacomarro 50’ Del Pinto 57’ (aut.) | Marcatori |  |

| Arbitro: | Cipriani (Empoli) |

|           |           |  |
| Palma 12’ | Marcatori |  |

| Arbitro: | Camplone (Pescara) |

|                        |           |           |
| Esposito 13’ Croce 78’ | Marcatori | 51’ Longo |

| Arbitro: | Luciano (Lamezia Terme) |

|  |           |            |
|  | Marcatori | 64’ Lepore |

| Arbitro: | Di Gioia (Nola) |

|                     |           |            |
| Baclet 90+4’ (rig.) | Marcatori | 2’ Herrera |

| Arbitro: | Di Ruberto (Nocera Inferiore) |

|  |           |                        |
|  | Marcatori | 5’ Barraco 75’ Cocuzza |

| Andria 14 novembre 2015, ore 15:00 CET 11ª giornata | Fidelis Andria    | 0 – 0 referto | Melfi | Stadio Degli Ulivi (2 479 spett.)\| Arbitro: \| Amabile (Vicenza) \| |
| Arbitro:                                            | Amabile (Vicenza) |               |       |                                                                      |

| Arbitro: | Bertani (Pisa) |

|           |           |                   |
| Masia 77’ | Marcatori | 29’, 82’ Carcione |

| Arbitro: | Paolini (Ascoli Piceno) |

|                         |           |                                  |
| Herrera 19’ (rig.), 42’ | Marcatori | 57’ (rig.) Iannini 70’ Armellino |

| Arbitro: | Panarese (Lecce) |

|               |           |  |
| Arrighini 16’ | Marcatori |  |

| Arbitro: | Giua (Pisa) |

|                                          |           |                              |
| Longo 23’ Herrera 27’ (rig.) Canotto 79’ | Marcatori | 19’ Agazzi 31’, 73’ Russotto |

| Arbitro: | Perotti (Legnano) |

|              |           |                      |
| Leonetti 89’ | Marcatori | 13’, 28’, 68’ Masini |

| Arbitro: | Schirru (Nichelino) |

|                       |           |  |
| Masini 2’ Soumaré 72’ | Marcatori |  |

#### Girone di ritorno
| Arbitro: | De Remigis (Teramo) |

|                |           |             |
| Arcidiacono 8’ | Marcatori | 30’ Herrera |

| Arbitro: | Piccinini (Forlì) |

|  |           |                |
|  | Marcatori | 33’ De Angelis |

| Rieti 31 gennaio 2016, ore 15:00 CET 20ª giornata | Lupa Castelli Romani | 0 – 0 referto | Melfi | Stadio Centro d'Italia-Manlio Scopigno (25 spett.)\| Arbitro: \| Paterna (Teramo) \| |
| Arbitro:                                          | Paterna (Teramo)     |               |       |                                                                                      |

| Arbitro: | Vesprini (Macerata) |

|  |           |             |
|  | Marcatori | 18’ Agnelli |

| Arbitro: | Capone (Palermo) |

|                                 |           |  |
| Melara 35’ Cissé 43’ Mazzeo 78’ | Marcatori |  |

| Arbitro: | Catona (Reggio Calabria) |

|                                      |           |  |
| Giacomarro 9’ Canotto 18’ Masini 23’ | Marcatori |  |

| Arbitro: | Amoroso (Paola) |

|           |           |                                           |
| Giron 83’ | Marcatori | 13’, 38’ Croce 76’ Đurić 90+4’ Di Mariano |

| Arbitro: | Mei (Pesaro) |

|                |           |           |
| Caturano 90+4’ | Marcatori | 9’ Masini |

| Arbitro: | Volpi (Arezzo) |

|           |           |                  |
| Masini 8’ | Marcatori | 90+2’ Cristofari |

| Arbitro: | Candeo (Este) |

|             |           |  |
| Tavares 81’ | Marcatori |  |

| Arbitro: | Boggi (Salerno) |

|  |           |               |
|  | Marcatori | 78’ Grandolfo |

| Pagani 3 aprile 2016, ore 17:30 CEST 29ª giornata | Paganese          | 0 – 0 referto | Melfi | Stadio Marcello Torre (600 spett.)\| Arbitro: \| Marchetti (Ostia) \| |
| Arbitro:                                          | Marchetti (Ostia) |               |       |                                                                       |

| Arbitro: | Rossi (Rovigo) |

|                           |           |                                         |
| Infantino 22’ (rig.), 71’ | Marcatori | 1’ Canotto 30’ Longo 58’ (rig.) Soumaré |

| Arbitro: | Morreale (Roma 1) |

|           |           |               |
| Giron 45’ | Marcatori | 59’ La Mantia |

| Arbitro: | Guccini (Albano Laziale) |

|             |           |  |
| Russotto 7’ | Marcatori |  |

| Arbitro: | Pagliardini (Arezzo) |

|                           |           |                          |
| Canotto 22’ Maimone 45+3’ | Marcatori | 66’ Marino 70’ Di Piazza |

| Arbitro: | Baroni (Firenze) |

|              |           |  |
| Razzitti 63’ | Marcatori |  |

#### Play-out
| Arbitro: | Mainardi (Bergamo) |

|              |           |  |
| Baclet 90+3’ | Marcatori |  |

| Melfi 28 maggio 2016, ore 16:00 CEST Ritorno | Melfi            | 0 – 0 referto | Martina | Stadio Arturo Valerio (1 800 spett.)\| Arbitro: \| Tardino (Milano) \| |
| Arbitro:                                     | Tardino (Milano) |               |         |                                                                        |

### Coppa Italia
| Arbitro: | Marinelli (Tivoli) |

|                        |           |  |
| Nicastro 40’ Gatto 61’ | Marcatori |  |

### Coppa Italia Lega Pro
| Arbitro: | Valiante (Nocera Inferiore) |

|                                              |           |             |
| Cissé 35’, 64’ Di Molfetta 61’ Ciciretti 72’ | Marcatori | 28’ Veratti |

## Statistiche

### Statistiche di squadra
| Competizione          | Punti                | In casa | In casa | In casa | In casa | In casa | In casa | In trasferta | In trasferta | In trasferta | In trasferta | In trasferta | In trasferta | Totale | Totale | Totale | Totale | Totale | Totale | DR  |    |
| Competizione          | Punti                | G       | V       | N       | P       | Gf      | Gs      | G            | V            | N            | P            | Gf           | Gs           | G      | V      | N      | P      | Gf     | Gs     | DR  |    |
| --------------------- | -------------------- | ------- | ------- | ------- | ------- | ------- | ------- | ------------ | ------------ | ------------ | ------------ | ------------ | ------------ | ------ | ------ | ------ | ------ | ------ | ------ | --- | -- |
| Campionato            | 30                   | 17      | 4       | 6       | 7       | 22      | 22      | 17           | 2            | 6            | 9            | 10           | 18           | 34     | 6      | 12     | 16     | 32     | 40     | -8  |    |
| Play-out              | -                    | 1       | 0       | 1       | 0       | 0       | 0       | 1            | 0            | 0            | 1            | 0            | 1            | 2      | 0      | 1      | 1      | 0      | 1      | -1  |    |
| Coppa Italia          | primo turno          |         | 0       | 0       | 0       | 0       | 0       | 0            | 1            | 0            | 0            | 1            | 0            | 2      | 1      | 0      | 0      | 1      | 0      | 2   | -2 |
| Coppa Italia Lega Pro | sedicesimi di finale |         | 0       | 0       | 0       | 0       | 0       | 0            | 1            | 0            | 0            | 1            | 1            | 4      | 1      | 0      | 0      | 1      | 1      | 4   | -3 |
| Totale                | 30                   | 18      | 4       | 7       | 7       | 22      | 22      | 20           | 2            | 6            | 12           | 11           | 25           | 38     | 6      | 13     | 19     | 33     | 47     | -14 |    |

### Andamento in campionato
| Giornata  | 1 | 2 | 3 | 4  | 5 | 6  | 7  | 8  | 9  | 10 | 11 | 12 | 13 | 14 | 15 | 16 | 17 | 18 | 19 | 20 | 21 | 22 | 23 | 24 | 25 | 26 | 27 | 28 | 29 | 30 | 31 | 32 | 33 | 34 |
| --------- | - | - | - | -- | - | -- | -- | -- | -- | -- | -- | -- | -- | -- | -- | -- | -- | -- | -- | -- | -- | -- | -- | -- | -- | -- | -- | -- | -- | -- | -- | -- | -- | -- |
| Luogo     | C | T | C | T  | C | T  | T  | C  | T  | C  | T  | C  | C  | T  | C  | T  | C  | T  | C  | T  | C  | T  | C  | C  | T  | C  | T  | C  | T  | T  | C  | T  | C  | T  |
| Risultato | V | P | N | P  | V | P  | P  | P  | N  | P  | N  | P  | N  | P  | N  | V  | V  | N  | P  | N  | P  | P  | V  | P  | N  | N  | P  | P  | N  | V  | N  | P  | N  | P  |
| Posizione | 2 | 6 | 7 | 10 | 6 | 10 | 12 | 14 | 14 | 14 | 16 | 16 | 16 | 17 | 17 | 16 | 15 | 14 | 15 | 16 | 16 | 16 | 15 | 15 | 15 | 15 | 15 | 15 | 15 | 15 | 15 | 15 | 15 | 15 |

Legenda:

Luogo: C = Casa; T = Trasferta. Risultato: V = Vittoria; N = Pareggio; P = Sconfitta.